# انسان، اقتصاد و حکومت
انسان، اقتصاد، و حکومت (به انگلیسی: Man, Economy, and State) کتابی‌است از ماری راتبارد در علم کنش‌شناسی. این کتاب از مهم‌ترین آثار در مکتب اقتصادی اتریش است. هدف ابتدایی راتبارد در نوشتن این کتاب توضیح و تصریح مطالب کتاب کنش انسانی اثر فن میزس، با زبانی ساده‌تر و قابل‌فهم‌تر برای غیرمتخصصان بود. لیک در طی نوشتن کتاب، راتبارد از هدف اصلی‌اش فراتر رفت و رساله‌ای جامع و مستقل در اقتصاد نوشت که البته بنیان فلسفی و روش‌شناختی‌اش مبتنی بر کنش انسانی میزس بود. نوآوری‌های کتاب در زمینه‌های نظریهٔ تولید و انحصار شایان ذکر است. به علاوه راتبارد در این کتاب حتی دولت حداقلی را هم که میزس بدان معتقد بود نالازم می‌داند و از جامعهٔ بدون دولت دفاع می‌کند و معتقد است که می‌توان خدماتی را که عموماً از دولت انتظار دارند در بازار آزاد ابتیاع کرد.

## قدرت و بازار: دولت و اقتصاد
کتاب قدرت و بازار: دولت و اقتصاد (به انگلیسی: Power and Market: Government and the Economy) در ابتدا به عنوان جلد سوم کتاب انسان، اقتصاد، و حکومت نوشته شد اما هشت سال بعد به طور جداگانه منتشر شد. این کتاب در سال 2004 با چاپ چهارم انسان، اقتصاد، و حکومت در کتابی تحت عنوان «نسخه محقق» از مؤسسه لودویگ فون میزس دوباره الحاق یافت و منتشر شد. روتبارد اثرات منفی انواع مختلف مداخله دولت را تحلیل می کند و استدلال می کند که دولت نه ضروری است و نه مفید.